# Île Machias Seal
L'île Machias Seal est une île canadienne située dans le golfe du Maine (à l'entrée de la baie de Fundy), à environ 16 km au sud-est de Cuttler, sur la côte du Maine, et 19 km au sud-ouest de Southwest Head, sur l'île Grand Manan, Nouveau-Brunswick. La souveraineté de l'île est revendiquée par le Canada et les États-Unis.
L'île a une superficie d'environ 8 hectares et est voisine de North Rock.
Le Canada y entretient un phare et jusque dans les années 1980, les gardiens y résidaient. Le gouvernement a déclaré l'île comme un sanctuaire pour la vie sauvage. L'île abrite en effet de nombreux oiseaux marins.
L'île a appartenu à Jean de Martel (corsaire du roi de France Louis XIV) à la fin du XVIIIe siècle sous le nom d'Île aux Loups Marins.

## Faune
Des oiseaux marins nichent sur le site : océanite cul-blanc, sterne arctique, sterne pierregarin, sterne de Dougall, pingouin torda (environ 100 couples), macareux moine (plus de 1 000 couples).
Des oiseaux terrestres s'y reproduisent également : chevalier grivelé, hirondelle bicolore, hirondelle rustique, bruant des prés.
D'autres espèces hivernent : arlequin plongeur, bécasseau violet, etc.

## Refuge d'oiseaux
En 1944 le gouvernement du Canada créa le refuge d'oiseaux de l'île Machias Seal, l'un des 3 refuges d'oiseaux migrateurs du Nouveau-Brunswick. L'île est reconnue comme zone importante pour la conservation des oiseaux.